# Depreissia myrmex
Depreissia myrmex là một loài nhện trong họ Salticidae.
Loài này thuộc chi Depreissia. Depreissia myrmex được Roger de Lessert miêu tả năm 1942.